# Aiways
Aiways (chinesisch: 爱驰汽车, Pinyin ài chí qì chē) ist ein chinesischer Automobilhersteller mit Hauptsitz in Shanghai und einer europäischen Vertretung in München. Das Unternehmen baut Elektroautos.

## Geschichte
Das Unternehmen wurde 2017 in Shanghai von Samuel Fu (Präsident) und Gary Gu (CEO) gegründet.
2019 wurde die Aiways Automobile Europe GmbH als Niederlassung in Europa gegründet. Alexander Carsten Klose (Executive Vice President Overseas Operations) leitet das Europageschäft.
Im Sommer 2023 wurden finanzielle Probleme bei Aiways bekannt. Chinesische Quellen berichteten, dass die Auszahlung der Gehälter zeitweise unterbrochen waren und die Produktion im Februar unterbrochen werden musste, da Zulieferer nicht bezahlt werden konnten. Im Mai 2024 gab der Hersteller bekannt, sich vom chinesischen Markt zurückzuziehen und fortan nur noch in Europa Autos anbieten zu wollen.

## Verkaufsstrategie
Der Verkauf der in Shangrao produzierten Fahrzeuge startete im Dezember 2019 in China. In Europa sollten die ersten Modelle ab Mitte 2020 in den Handel kommen. Ursprünglich sollten die Fahrzeuge mit dem Zug statt mit dem Schiff transportiert werden. Dadurch sollte die Transportzeit von sechs Wochen auf 16 Tage reduziert werden. Inzwischen wird jedoch ein Großteil der Fahrzeuge auch mit dem Schiff nach Bremerhaven transportiert.
Der Vertrieb der Fahrzeuge erfolgte in Deutschland bis Ende Juni 2023 über Euronics. Die Wartung und die Ersatzteillogistik wird vom Kooperationspartner ATU übernommen.

## Ladeinfrastruktur
Zum Ausbau der Ladeinfrastruktur von batterieelektrisch angetriebenen Fahrzeugen präsentierte das Unternehmen im April 2020 einen „Carl“ genannten Laderoboter. Dabei bestellt der Fahrer eines Elektroautos einen Ladevorgang über eine Smartphone-App. Der Roboter findet das entsprechende Fahrzeug daraufhin über GPS-Daten und kann es aufladen. Nach einem Aufladevorgang fährt der Roboter wieder zu seiner Basisstation zurück, um beispielsweise an einem stationären Anschluss wieder aufgeladen werden zu können. „Carl“ soll unter anderem auf Firmengeländen eingesetzt werden.

## Fahrzeug-Modelle

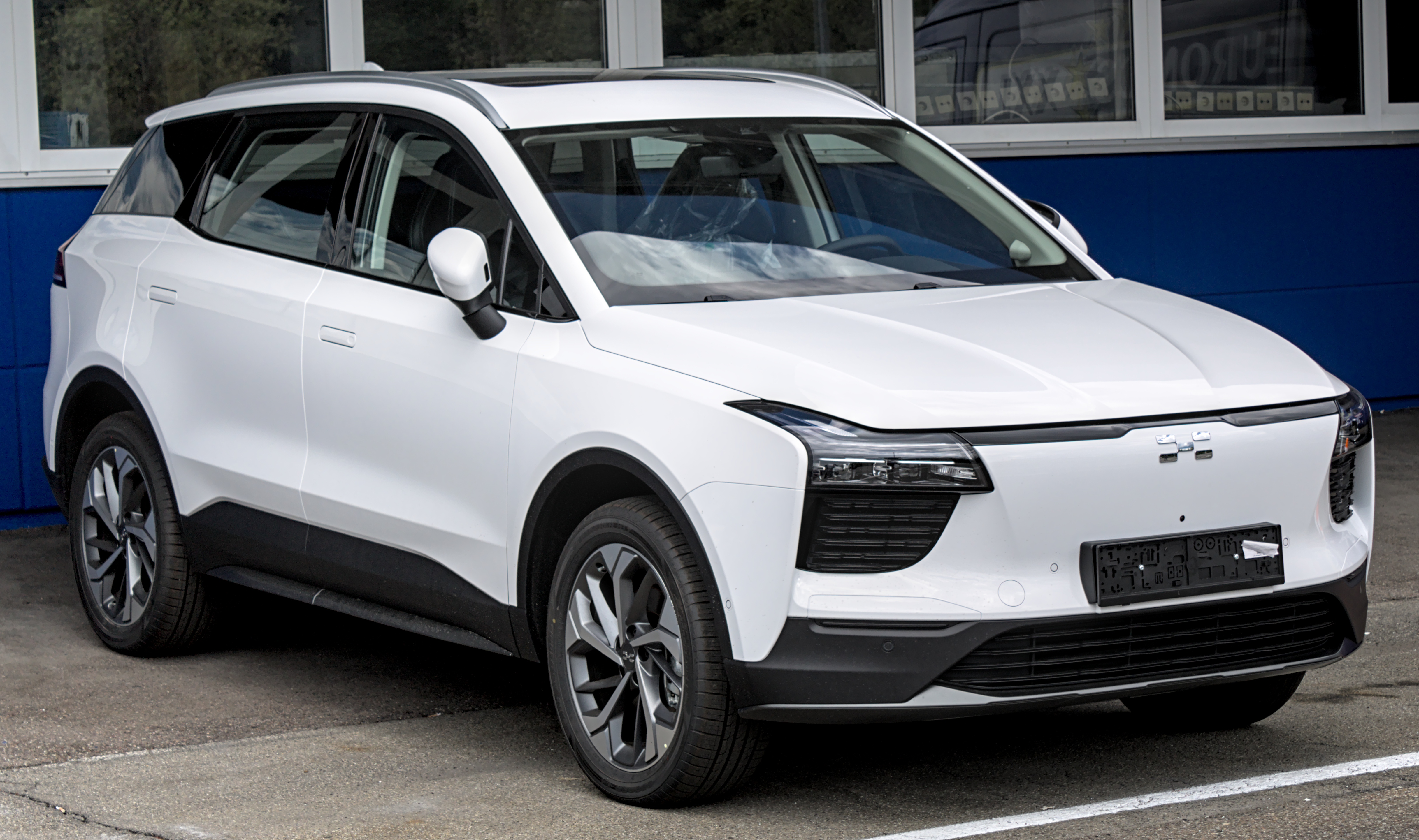
Aiways U5

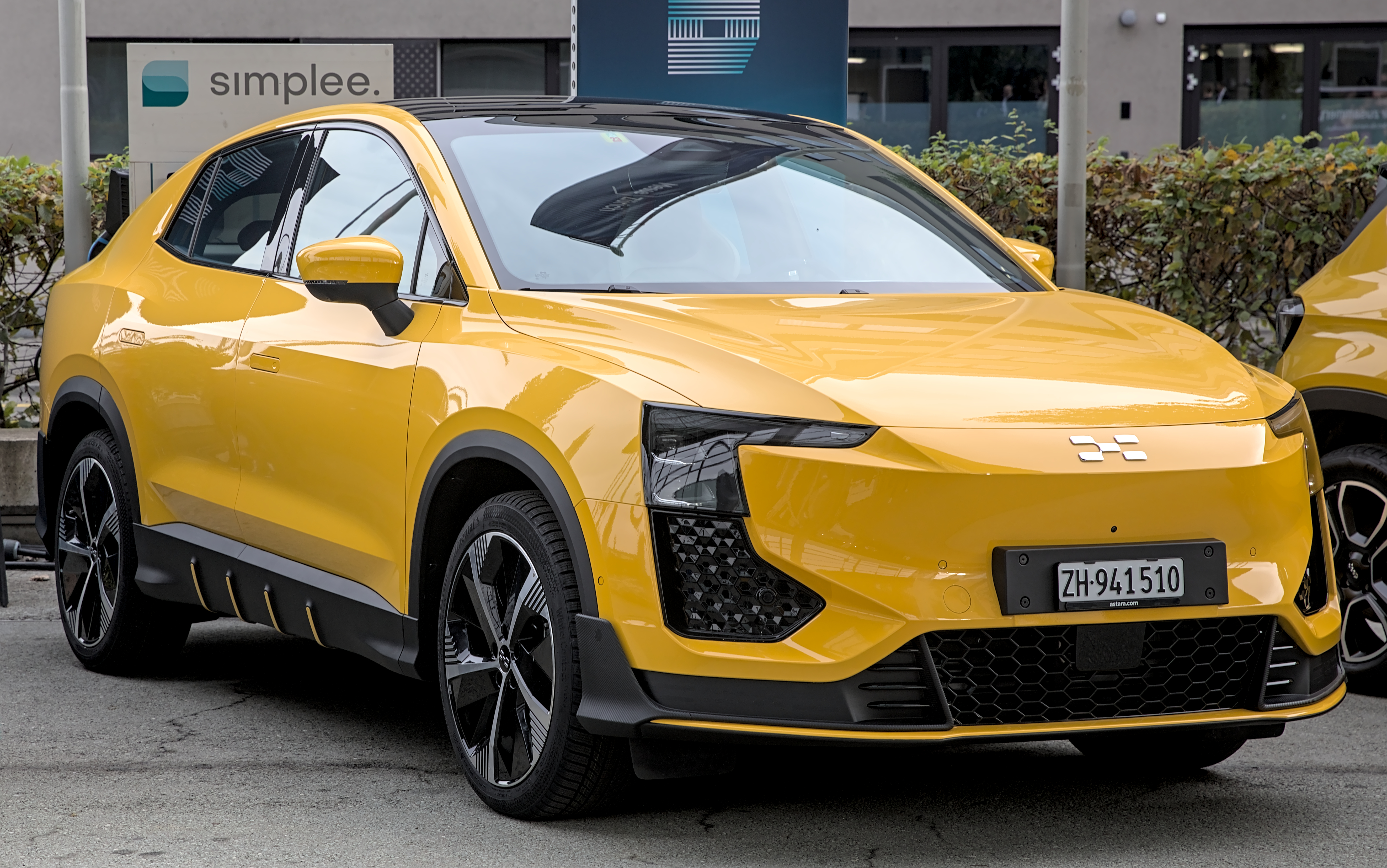
Aiways U6

### U5
Der U5 ist das erste Fahrzeugmodell von Aiways. Es wurde im März 2019 auf dem Genfer Auto-Salon vorgestellt und wurde ab Dezember 2019 in China verkauft. Das Fahrzeug ist ein 4,68 m lange Elektro-SUV.

### U6
Als SUV-Coupé bezeichnet der Hersteller das auf dem U5 basierende Konzeptfahrzeug Aiways U6 Ion Concept, das auf dem Genfer Auto-Salon 2020 präsentiert werden sollte. Auf Grund der COVID-19-Pandemie konnte das Fahrzeug nicht aus China nach Europa geliefert werden, weshalb die Präsentation per Liveschaltung in Genf erfolgen sollte. Da die Schweiz am 28. Februar 2020 wegen der Epidemie Veranstaltungen mit mehr als 1000 Teilnehmern verbot, wurde der Genfer Auto-Salon abgesagt. Die geplante Pressekonferenz fand schließlich am 3. März 2020 in Leonberg statt. Das 4,81 m lange Serienmodell wurde schließlich im April 2021 als Aiways U6 präsentiert und sollte 2022 in Europa auf den Markt kommen. In China kam es im Oktober 2022 auf den Markt.

## Gumpert Aiways Automobile

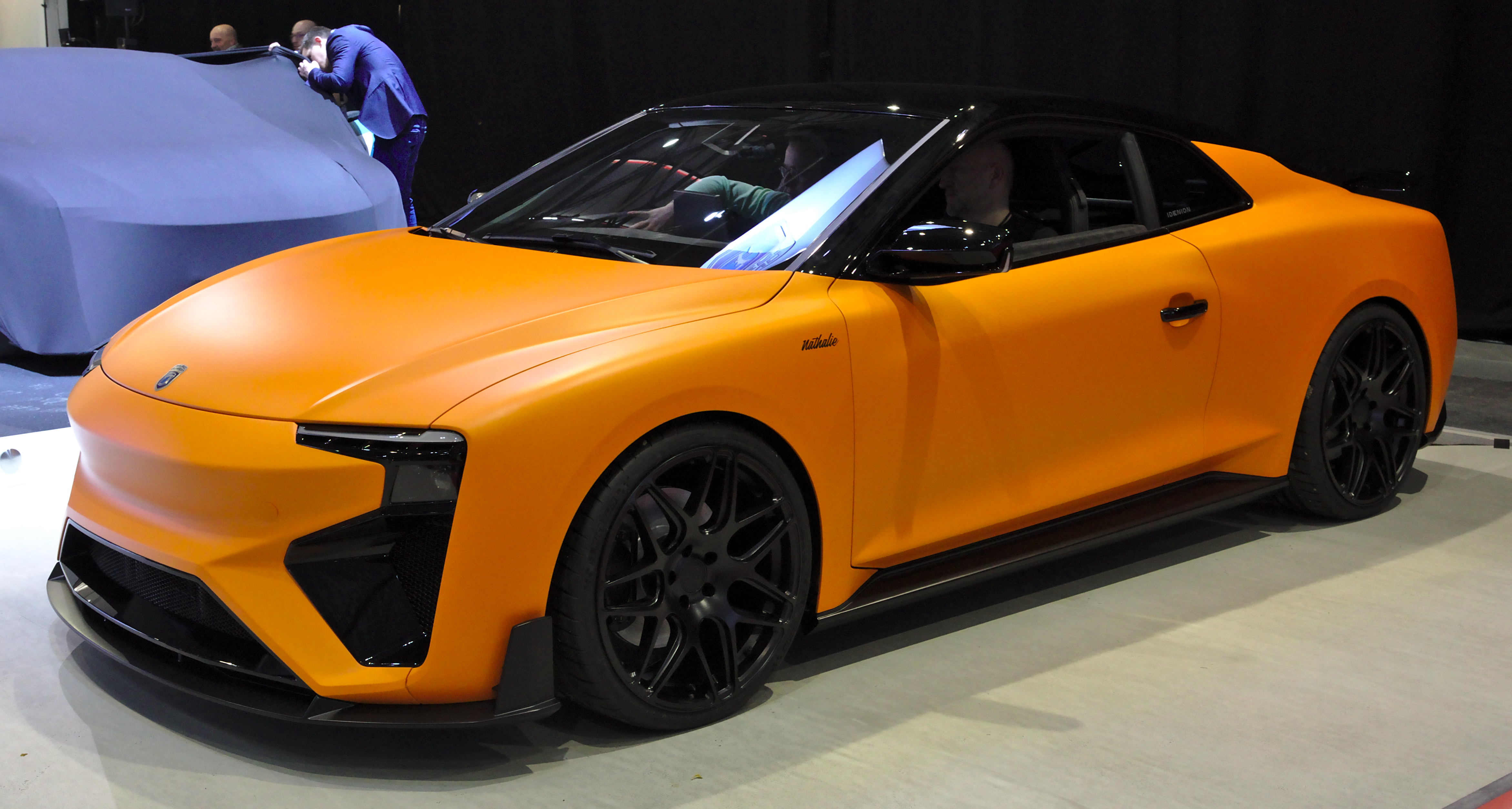
RG Nathalie

Gumpert Aiways Automobile ist ein Tochterunternehmen mit Sitz in Ingolstadt, das von Roland Gumpert geleitet wird. Das Methanol-Brennstoffzellen-Fahrzeug RG Nathalie ist das erste Modell dieses Unternehmens.